# Кандиевский сельсовет
Кандиевский сельсовет — сельское поселение в Башмаковском районе Пензенской области Российской Федерации.
Административный центр — село Кандиевка.

## История
Статус и границы сельского поселения установлены Законом Пензенской области от 2 ноября 2004 года № 690-ЗПО «О границах муниципальных образований Пензенской области».

## Население
| 2010 | 2012 | 2013 | 2014 | 2015 | 2016 | 2017 |
| ---- | ---- | ---- | ---- | ---- | ---- | ---- |
| 561  | ↘522 | ↘508 | ↘489 | ↘480 | ↘466 | ↘456 |
| 2018 | 2021 |      |      |      |      |      |
| ↘437 | ↗448 |      |      |      |      |      |

## Состав сельского поселения
| № | Населённый пункт | Тип населённого пункта       | Население |
| - | ---------------- | ---------------------------- | --------- |
| 1 | Кандиевка        | разъезд                      | 7         |
| 2 | Кандиевка        | село, административный центр | ↗473      |
| 3 | Николаевка       | село                         | ↘81       |